# Absorbent Glass Mat

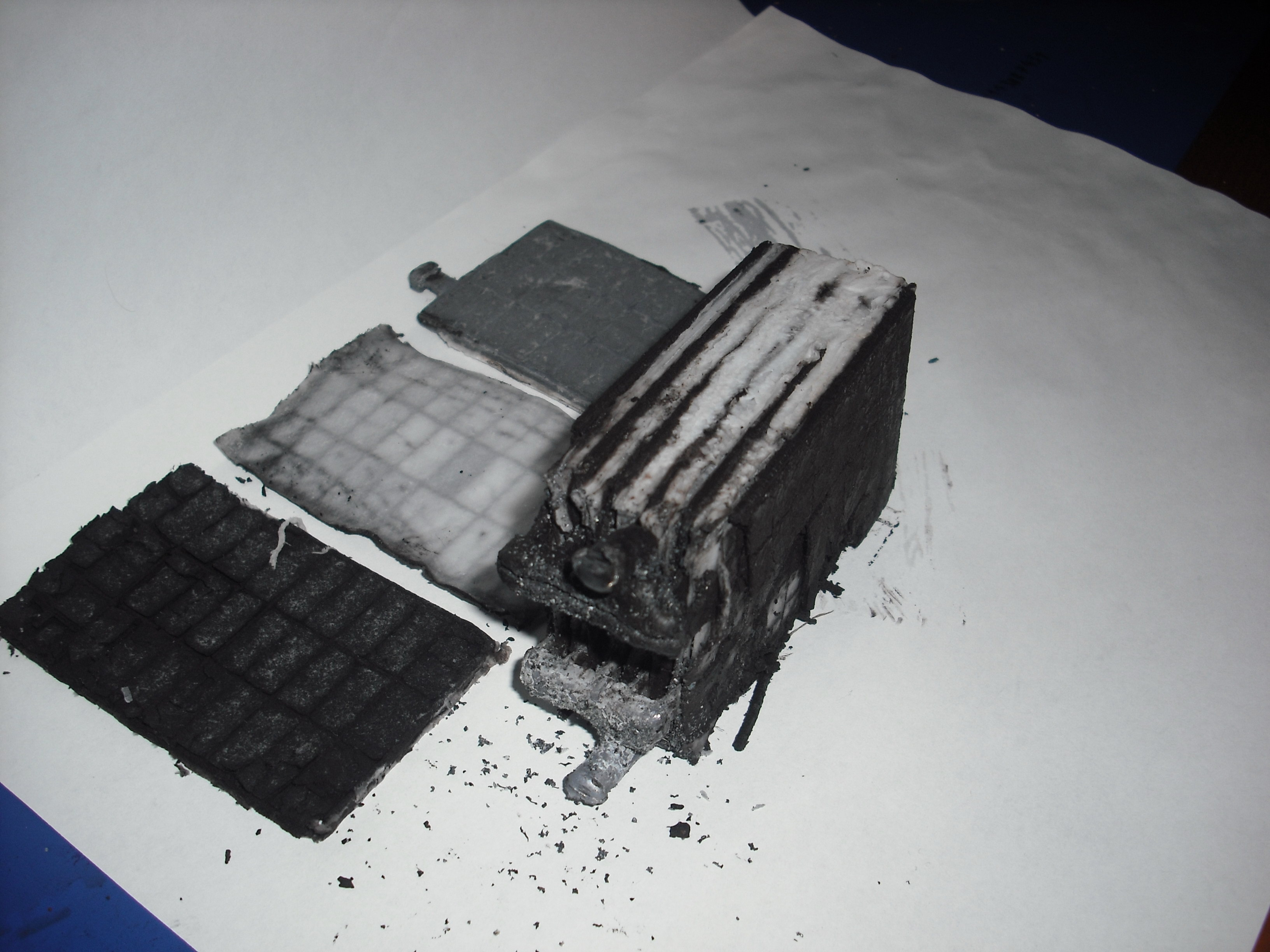
Rozdělaný akumulátor. Vlevo kladná elektroda, uprostřed separátor ze skelné vaty, nejvýš záporná elektroda. Vpravo celý článek

AGM (zkratka z angl. Absorbed Glass Mat) je typ olověného VRLA akumulátoru, ve kterém je elektrolyt (kyselina sírová o hustotě 1,3 g/cm³) nasáknut do netkané textilie ze skelného vlákna.
Elektrody jsou nejčastěji podobně jako u klasického olověného akumulátoru obdélníkového tvaru, vyrábějí se ovšem i válcovité akumulátory tvarem připomínající tužkové baterie.

## Výhody a nevýhody

### Výhody
- Levná a jednoduchá výroba
- Vyspělá a dobře zvládnutá technologie výroby
- Velmi nízké samovybíjení (1–3% za měsíc)
- Schopnost dodat vysoké proudy
- Jednoduché nabíjení-stačí zdroj konstantního napětí s omezením proudu a články mohou být připojeny libovolně dlouho.

### Nevýhody
- Špatný poměr kapacity k hmotnosti – nevhodné pro mobilní použití
- Nesmí být skladovány ve vybitém stavu, napětí by nemělo klesnout pod 2,1 V/článek
- Poskytují pouze malý počet úplných vybíjecích cyklů (cca 200) – vhodné pro záložní napájení, kdy je potřeba jen občasné vybíjení.
- Oxid olovičitý v nich obsažený je jedovatý, což je činí nebezpečnými pro životní prostředí.